# Walter Proch

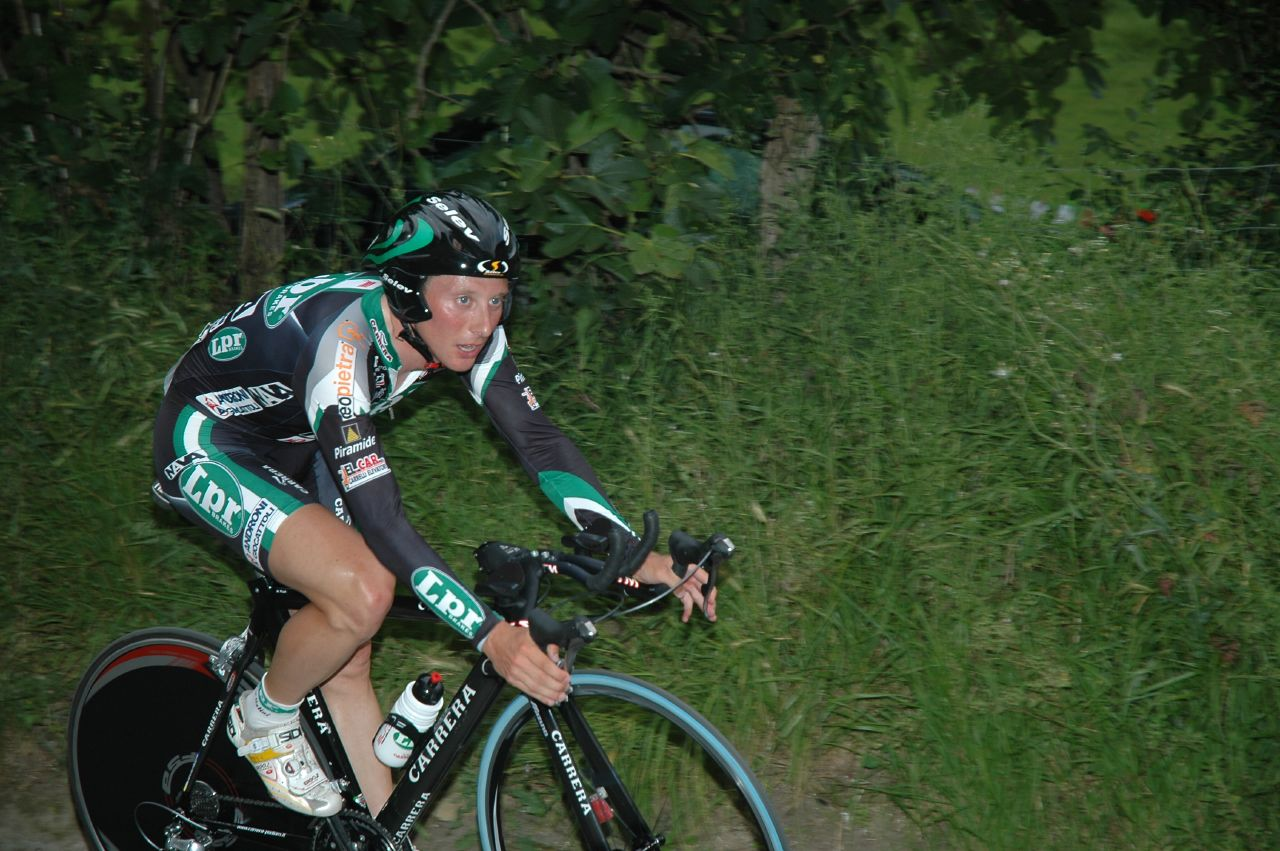
Walter Proch bei der Euskal Bizikleta 2007

Walter Proch (* 17. Februar 1984 in Rovereto) ist ein ehemaliger italienischer Radrennfahrer.
Proch gewann 2006 die zweite Etappe beim Giro Ciclisto Pesche Nettarine di Romagna, einem Etappenrennen des italienischen Radsportkalenders, und fuhr Ende der Saison für das Professional Continental Team Androni Giocattoli-3C Casalinghi als Stagiaire. In den Saisons 2007 und 2008 fuhr er mit regulärem Vertrag beim Team L.P.R. In seiner zweiten Saison dort war er auf einem Teilstück der Tour Ivoirien de la Paix erfolgreich, womit ihm  dadurch sein einziger Karrieresieg bei einem internationalen Rennen gelang. Außerdem wurde er Gesamtneunter der Regio Tour. Bis zu seinem Karriereende nach Ablauf der Saison 2012 fuhr er bei kleineren Radsportteams und konnte bis auf den sechsten Rang im Eintagesrennen Memorial Marco Pantani keine besonderen Ergebnisse mehr erzielen.

## Erfolge
2008
- eine Etappe Tour Ivoirien de la Paix

## Teams
- 2006 3C Casalinghi Jet-Androni Giocattoli (Stagiaire)
- 2007 Team LPR
- 2008 LPR Brakes-Ballan
- 2009 Betonexpressz 2000-Limonta
- 2010 Tecnofilm-Betonexpressz 2000 / Betonexpressz 2000-Universal Caffé
- 2011 Ora Hotels Carrera
- 2012 Team WIT